# Czornyj Obelisk
Czarny Obelisk (ros. Чёрный Обелиск, Чорный Obelisk) – rosyjski heavymetalowy zespół założony w 1986 roku przez basistę Anatolija Krupnowa, który zmarł w 1997 roku. Różnorodność utworów w poszczególnych etapach twórczości klasyfikuje grupę pomiędzy hard rockiem i thrash metalem.

## Historia
W oryginalny skład grupy wchodziliː Anatolij Krupnow (bas, wokal), Jurij Anisimow (gitara), Mikhail Swietłow (gitara) i Nikolaj Agafoszkin (perkusja). Po pierwszym występie dołączyli do Moscow Rock-Lab. Swetlow wkrótce został zastąpiony przez Jurija Aleksiejewa, z którym grupa wydała album Apokalypsis (1987). Swetlow wrócił do zespołu na miejsce Anisimowa i brał udział w nagraniu albumu Cwety zla (Kwiaty zła). Drugi album okazał się większym sukcesem, a popularność grupy wzrosła. Czarny Obelisk uczestniczył w festiwalu Moskiewski Komsomolec. Między członkami zespołu dochodziło do licznych nieporozumień, między innymi na skutek uzależnienia Krupnowa od alkoholu. W lipcu 1988 r. podczas tournee po Mołdawii wydarzył się incydent, który doprowadził do tego, że po powrocie do Moskwy Krupnow rozwiązał zespół.
Czornyj Obelisk ponownie zjednoczył się 1 sierpnia 1990 roku. Doświadczony Siergiej Komarow został nowym perkusistą, a Swietlow został wkrótce zastąpiony przez Wasyla Biloszyckiego. Nagrywanie nowego albumu zostało niespodziewanie przerwane po zastrzeleniu Komarowa przez włamywaczy. Z Wladimirem Jermakowem jako perkusistą, zespół nagrał swój trzeci album Stena (Ściana) i odbył trasę koncertową.
W kolejnym roku ukazał się album One More Day z angielskimi tekstami. Rosyjska wersja albumu została wydana w 1992 roku, po licznych zmianach w składzie: Biloszicki został zastąpiony przez Żirnowa, a następnie Dmitrija Borisenkowa. Czornyj Obelisk występował razem z Sepulturą i Masterem. Album z 1994 roku, Ya Ostayus (Ja zostanę) był ostatnim albumem w klasycznym składzie: uzależnienie Krupnowa od alkoholu i narkotyków znów wywołało kryzys w grupie. W 1996 roku Aleksiejew opuścił zespół i zaczął występować z grupą E. S. T., po czym Czornyj Obelisk zakończył swoją działalność. Krupnow próbował zjednoczyć grupę ponownie, ale zmarł 27 lutego 1997 roku w studio nagraniowym. Powodem śmierci był zawał serca spowodowany przedawkowaniem heroiny.
Historia Czornego Obelisku była kontynuowana w 1999 roku, kiedy Borisenkow, Jermakow i Swietłow ponownie spotkali się pod starą nazwą. Borisenkow został wokalistą i głównym kompozytorem piosenek. Danil Zakharenkow został nowym basistą zespołu. W 2000 roku album, którego nagranie rozpoczęto w 1996 roku, został ukończony i wydany  pod nazwą Postalbum.
Czarny Obelisk wciąż działa, ale nowy skład zadecydował o zmianie stylu i mniej „anarchistycznych” tekstach na kolejnych albumach Piepiel (Popiół), Niervy (Nerwy) i Zielenyj Albom (Zielony album). Dmitry Borisenkow brał także udział w operze metalowej Elfijskaja Rukopis’  Epidemii w roli Deimosa – mrocznego pana.
W 2009 roku zespół wydał singiel online Чёрное Белое (Czarne jest białe), który zawierał również utwory Black & White (Czarne i białe), Вальс (Walc), Исход (Exodus) i Прощай и прости (Żegnaj i Wybacz) do darmowego pobrania na oficjalnej stronie internetowej.

## Dyskografia

### Studio
- «Апокалипсис» (Apocalipsa, 1986)
- «Цветы Зла» (Kwiaty zła, 1987)
- «Стена» (Ściana, 1991)
- «One More Day» (1991)
- «Ещё Один День» (One More Day, wersja rosyjska, 1992)
- «Я Остаюсь» (Ja zostanę, 1994)
- «Пепел» (Popiół, 2002)
- «Нервы» (Nerwy, 2004)
- «Зелёный Альбом» (Zielony album, 2006)
- «Мёртвый сезон» (Martwy sezon, 2012)
- «Революция» (Rewolucja, 2015)

### Na żywo
- «Апокалипсис Live» (Apocalipsa Live, nagrany w 1986-1988 / wydany w 2006)
- «Последний концерт в Кишиневе» (Ostatni koncert w Kiszyniowie, 1988)
- «Пятница 13» (Piątek trzynastego, nagrany w 1992/ wydany w 2004)

### Single
- «Жизнь После Смерти» (Życie po śmierci, 1990)
- «Песни для Радио» (Piosenki do radia, 2000)
- «Когда-нибудь» (Kiedykolwiek, 2006)
- «Черное-Белое» (Czarne & Białe, 2009)
- «Вверх» (W górę, 2013)
- «Марш Революции» (Marsz rewolucji, 2014)
- «Душа» (Dusza, 2014)
- «Ира» (Irina, 2016)

### Video
- «20 и еще один день» (20 lat i jeden dzień nagrane w 1992-1993/ wydane w 2006)
- «Концерт в СDК МАИ» (Koncert w SDK MAI, 2005)
- «Концерт в Днепропетровске (интернет релиз)» (Koncert w Dniepropietrowsku (wydanie internetowe), 2010)[3]
- «9000 дней (интернет релиз)» (9000 dni (wydanie internetowe), TBA)

## Członkowie
Obecni:
- Dmitrij Borisenkow – wokal, gitara (1992-1995, 1999-obecnie)
- Michał Swetlow – gitara (1986, 1987-1988, 1990, 1999-obecnie)
- Daniel Zaharenkow – gitara basowa, wokal wspierający (1999-obecnie)
- Maksim Olejnik – perkusja (2011-obecnie)

Byli:
- Anatolij Krupnow – wokal, gitara basowa (1986-1988, 1990-1997) – zmarł w 1997 roku
- Jurij Anisimow – gitara (1986-1987)
- Nikolaj Agafoszkin – perkusja (1986-1988)
- Jurij Aleksiejew – gitara (1986-1988, 1990-1995, 1999-2000)
- Siergiej Komarow – perkusja (1990) – zmarł w 1990 roku
- Wasilij Biloszickij – gitara (1990-1992)
- Igor Żirnow – gitara (1992)
- Władimir Ermakow – perkusja (1990-1995, 1999-2011)